# Condado de Sauk
O Condado de Sauk é um dos 72 condados do Estado americano do Wisconsin. A sede do condado é Baraboo, e sua maior cidade é Baraboo. O condado possui uma área de 2 197 km² (dos quais 28 km² estão cobertos por água), uma população de 55 225 habitantes, e uma densidade populacional de 25 hab/km² (segundo o censo nacional de 2000). O condado foi fundado em 1850.